# Laurs Nørlund
Laurs Nørlund (født 16. februar 1961 på Frederiksberg) er en dansk diplomat, tidligere kabinetschef og direktør i Europa-Kommissionen og tidligere kandidat til Europa-Parlamentet for Moderaterne.

## Biografi

### Uddannelse
Laurs Nørlund, der er søn af chefredaktør Niels Nørlund, er uddannet sprogofficer i russisk fra Hærens Specialskole i 1986 og cand.scient.pol. fra Aarhus Universitet i 1987. Derudover har han en international lederuddannelse fra 
INSEAD i 2011.

### Karriere
Som nyuddannet kom han i 1987 til Udenrigsministeriets handelsafdeling som fuldmægtig. Senere samme år blev han udstationeret på Danmarks ambassade i Moskva som ambassadesekretær. Hjemvendt blev han i 1990 fuldmægtig i EU-koordinationen i Udenrigsministeriet frem til han i 1991 blev ambassadesekretær ved Danmarks faste EU-repræsentation og var ansvarlig for institutionelle spørgsmål under det danske EU-formandskab i 1993. Samme år rykkede han til Europa-Kommissionen, hvor han blev sektionschef for Ukraine i generaldirektoratet for handel og ansvarlig for forhandlingerne af EUs første samarbejdsaftale med det uafhængige Ukraine. Han blev i 1995 kabinetschef for EU's miljøkommissær Ritt Bjerregaard og rykkede i 1999 videre til samme stilling for den hollandske kommissær Frits Bolkestein, der havde ansvaret for det indre marked, finansielle tjenester, told og skat. Fra 2004 til 2014 havde han forskellige direktørstillinger i Eurostat, i særdeleshed i relation til makroøkonomisk statistik og multilateral makroøkonomisk overvågning, inden han i 2014 vendte hjem til Danmark til en stilling som leder af Europa-Kommissionens repræsentation i Danmark. Derpå fulgte endnu nogle år i Eurostat inden han forlod Kommissionen og etablerede sig som selvstændig rådgiver. Siden 2024 er han politisk chef i partiet Moderaterne.
Siden 2022 er er han formand for bestyrelsen for Nordsjællands Grundskole og Gymnasium.

### Politik
Ved Europa-Parlamentsvalget i 2024 stillede Laurs Nørlund op for Moderaterne.

### Familie
Han er gift med Maj Theander, der er tidligere generaldirektør i Den Europæiske Investeringsbank i Luxembourg, hvor parret boede i en årrække. Parret har tre børn, og derudover har Laurs Nørlund to børn fra et tidligere ægteskab.
Laurs Nørlund er storebror til Nikolaj Nørlund. Deres onkel er politikeren Ib Nørlund.